# Ann-Helén Laestadius
Monika Ulrika Ann-Helén Laestadius, född 3 december 1971 i Jukkasjärvi församling i Norrbottens län, är en svensk-samisk journalist och författare. Hon utsågs till ledamot i regeringens läsdelegation 28 oktober 2016.
Ann-Helén Laestadius växte upp i Kiruna. Hon var från 19-årsåldern journalist först i Skinnskatteberg och därefter på Norrländska Socialdemokraten i Kiruna. Hennes bokdebut skedde 2007, via ungdomsromanen SMS från Soppero.
År 2016 utkom ungdomsromanen Tio över ett, för vilken hon tilldelades Augustpriset 2016 i kategorin bästa barn- och ungdomsbok. Boken handlar om Maja, som bland annat oroar sig för sin stad som håller på att flyttas.
Ann-Helen Laestadius första bok för en vuxen målgrupp är 2021 års Stöld. Den utsågs hos Bonniers bokklubbar till Årets bok. Dramafilmen Stöld som är en filmatisering av boken har premiär på Netflix 2024. 
Laestadius är bosatt i Solna och sedan 2016 gift med designern Mikael Hägg. Hon är kusin med den samiska filmregissören och konstnären Liselotte Wajstedt.

## Priser och utmärkelser
- 2008 – Studieförbundet Vuxenskolans författarpris[10]
- 2016 – Augustpriset i kategorin Årets svenska barn- och ungdomsbok för Tio över ett.[11]
- 2017 – Norrlands litteraturpris i kategorin barn- och ungdomslitteratur för Tio över ett.[12]
- 2018 – Sveriges författarfond treårigt arbetsstipendium[13]
- 2021 – Årets bok
- 2023 – Årets bok andra plats[14]